# Kerria mengdingensis
Kerria mengdingensis är en insektsart som beskrevs av Zhang, Z.S. 1993. Kerria mengdingensis ingår i släktet Kerria och familjen Kerriidae. Inga underarter finns listade i Catalogue of Life.